# Aeroportul Sligo
Aeroportul Sligo (IATA: SXL, ICAO: EISG) este un aeroport din Strandhill⁠(d), Comitatul Sligo, Connacht⁠(d), Irlanda ce deservește zona Sligo. A fost numit după zona deservită.
Situat la o altitudine de 3 m, aeroportul dispune de o singură pistă.